# جيبرك
الجِيبُرك أو الجيبَرَك (بتتارية القرم: çiberek) (بالتركية: Çiğ börek) شرائح مقلية محشوة باللحم المفروم والبصل. وهي مصنوعة من قطعة واحدة مستديرة من العجين مطوية فوق الحشوة على شكل هلال.
الجيبرك هو طبق وطني من مطبخ تتار القرم. وهي وجبات خفيفة وأطعمة مشهورة في الشوارع في جميع أنحاء القوقاز وغرب آسية ووسطها وروسيا ولِتوانية ولاتفية وإستونية وأكرانية وأوربة الشرقية وفيتركيا  ورومانية.

## الصور

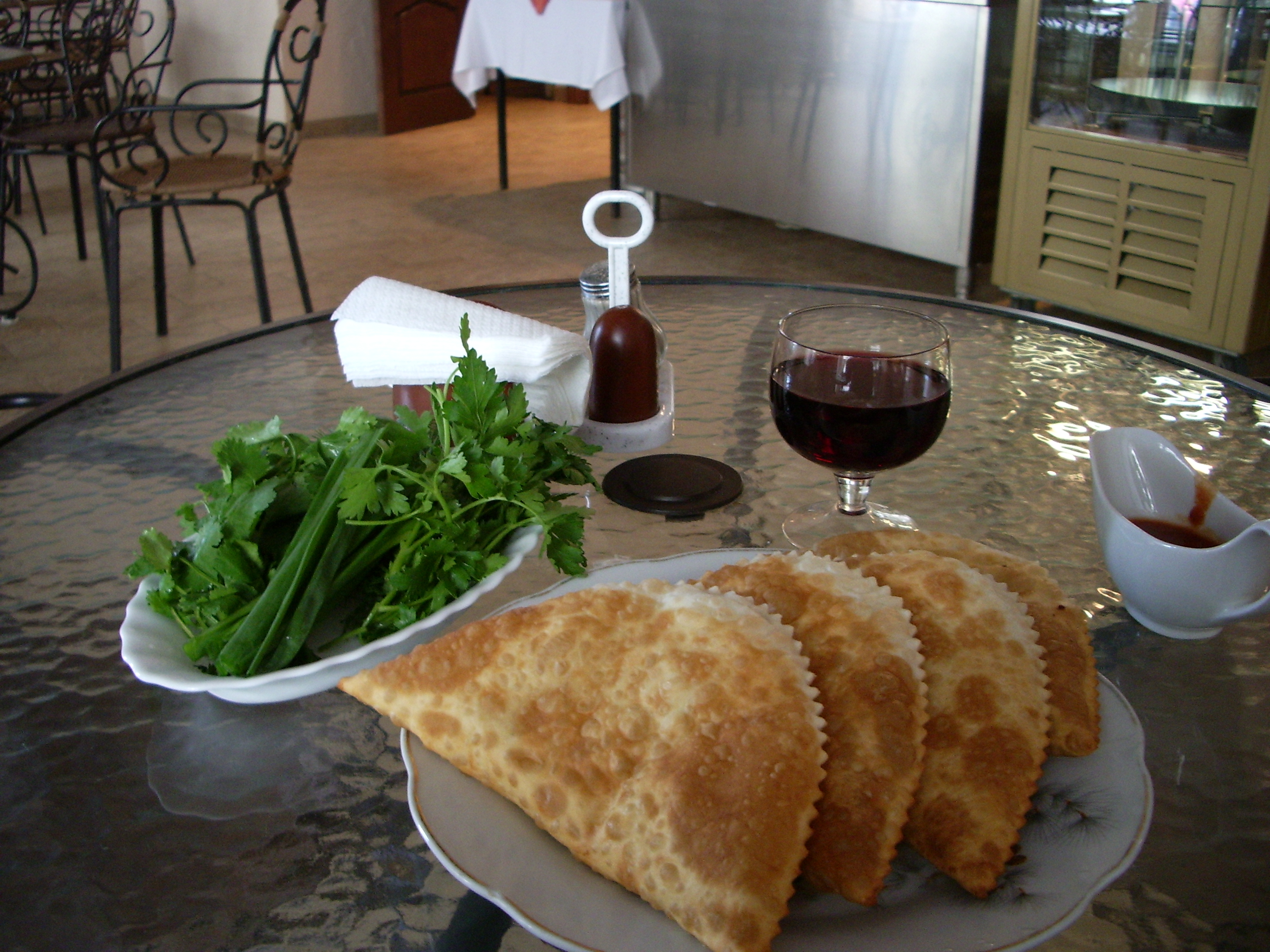
في روسيا في سانت بطرسبرغ
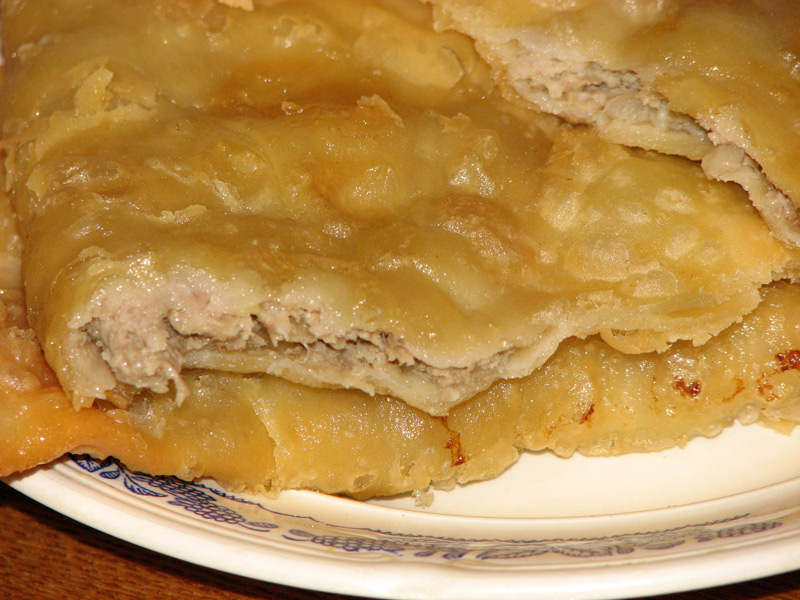